# Herb Burundi

Herb Burundi

Herb Burundi został ustanowiony w 1966. Zawiera tarczę o czerwonym polu, okoloną złotą bordiurą. Na niej godło – złota głowa lwa. Herb spoczywa na tle panoplium, które stanowią trzy tradycyjne afrykańskie włócznie. Pod tarczą widoczna szarfa z dewizą kraju: "Unité, Travail, Progrès" (fr. "Jedność, Praca, Postęp").